# Muckovská alej
Muckovská alej je chráněné stromořadí u Muckova jihozápadně od Boru v okrese Tachov. Oboustrannou, stosedmdesátiletou  alej tvoří 138 jírovců maďalů (Aesculus hippocastanum) a 28 dubů letních (Quercus robur), které rostou podél cesty v nadmořské výšce 510 m od silnice č. 605 směrem k lesu. Obvody kmenů stromů měří od 80 do 240 cm, koruny stromů dosahují do výšky 18 m (měření 1986). Alej je chráněna od roku 1987 pro svůj vzrůst a jako krajinná dominanta.
V lednu roku 2019 byla rozhodnutím Městského úřadu v Boru zrušena ochrana stromořadí jírovců maďalů rostoucích na pozemkových parcelách 1045/5, 1135/2, 1045/2 v katastrálním území Vysočany u Boru.

## Stromy v okolí
- Borská alej
- Borský kaštan